# Pozlata u vatri
Pozlata u vatri tehnika je pozlaćivanja korištena još u antičko doba, te je sve do 19. stoljeća bila najvažnija tehnika pozlaćivanja metalnih predmeta.Smatra se da je  tehnika nastala u Kini u 5. stoljeću prije Krista. Prvi je pisani spomen tehnike u knjizi Naturalis historia Plinija Starijeg.
Brojni su antički predmeti pozlaćeni u vatri i dan danas u razmjerno dobrom stanju pa se je tehnika smatrala vrlo trajnom i otpornom. Mekoća sjaja dobivala se na predmetima ručnim poliranjem kamenom za poliranje. Na taj su se način uklanjale i smanjivale mikroskopske neujednačenosti materijala. Tehnika je prije svega korištena na srebru, bakru, mjedi i bronci.

## Tehnika
Za rad se koristio amalgam,  tj. slitina zlata i žive. Isti se mogao prirediti na više načina - primjerice topljenjem određene količine čistog zlata i 6 puta veće količine žive. Moglo se raditi i sa zlatom u obliku praha, folije ili listića koji bi se na slaboj vatri izribali zajedno sa 6 – 8 puta većom količinom žive. Priređeni amalgam bio je konzistencije mekog tijesta i topio se na daleko nižoj temperaturi od čistog zlata.
Predmeti koje će se pozlatiti prvo bi se uronili u takozvanu živinu vodu, razrijeđenu otopinu žive u dušičnoj kiselini. Na tako priređenu podlogu nanosio se potom amalgam, najčešće pomoću četke od mjedene žice. Predmet se zatim ugrijao na žaru od drvenog ugljena te bi se za to vrijeme amalgam ujednačeno rastrljao po predmetu, najčešće pomoću zečje šape. Živa bi najvećim dijelom isparila te bi na predmetu tako dobili sloj zlata koji se potom još morao ispolirati, najčešće alatom za poliranje od hematita ili ahata. Kako bi još poboljšali boju predmeta isti se može obraditi i nanošenjem pozlatarskog voska. Osim pčelinjeg voska ovaj sadrži i crveni oker, verdigris, bakrene opiljke, kalij alumij sulfat, sumpornu kiselinu i boraks. Ova obrada još više intenzivira boju pozlate i izgleda da do toga dolazi zbog potpunog raspršivanja zaostale žive.
Nakon 1840. odnosno uvođenja galvanske pozlate postupak se sve manje i manje koristio prije svega zbog štetnosti živinih para na zdravlje pozlatara. Bilo je i pokušaja da se postupak pojednostavni i učini manje otrovnim, poput tzv. kombinirane  pozlate. Radilo se o hibridnom postupku koji je naizmjence koristio elektrolit baziran na zlatu i kombiniran s elektrolitom na bazi žive, tako da su količina i kontakt sa živom znatno umanjeni.
Danas se pozlata u vatri najčešće koristi u obnavljanju crkvenog metalnog posuđa te predmeta namijenjenih tržištu umjetnina i antikviteta. U Aziji (Kina, Indija, Nepal) postupak se još uvijek uvelike i kontinuirano koristi.

## Vanjske poveznice
- Film o pozlati u vatri u Nepalu
- Prezentacija uporabe postupka za obnovu jednog ciborija  Arhivirana inačica izvorne stranice od 17. lipnja 2021. (Wayback Machine)